# 希库埃鲁
希库埃鲁（Hikueru）是法国海外集体法屬玻里尼西亞土阿莫土-甘比尔群岛行政区的一个市镇，领土涵盖同名环礁及雷托魯環礁、泰科科塔環礁、馬羅考環礁和拉瓦海雷环礁（后二者组成雙子群島）。

## 地理
希库埃鲁（17°35'34"S, 142°36'9"W）面积8 平方千米，位于法国海外集体法屬玻里尼西亞土亞莫土群島。
由于希库埃鲁领土为海洋中的环礁和岛屿，故不与任何市镇接壤。

## 行政
希库埃鲁的邮政编码为98768、98790，INSEE市镇编码为98721。

## 政治
希库埃鲁的现任市长为蒂尼豪·泰马纳哈（Tinihau Temanaha）先生，任期为2020-2026年。

## 人口
希库埃鲁于2022年时的人口数量为199人。